# 必殺するめ固め
『必殺するめ固め』（ひっさつするめがため）は、つげ義春による日本の漫画である。1979年7月『カスタムコミック』（日本文芸社）に発表された全16頁からなる短編漫画作品である。

## 解説
『夢の散歩』（1972年4月）、『夜が掴む』（1976年9月）、『アルバイト』（1977年1月）、『コマツ岬の生活』（1978年6月）、『外のふくらみ』（1979年5月）に続く”夢もの”のひとつ。カスタムコミックは1979年5月創刊で当時人気作家だったさいとう・たかを、石森章太郎、ジョージ秋山などの作品に加え、ガロ系作家のつげや弟のつげ忠男、勝又進などの作家も採用した。のちに『コミックばく』の編集長をつとめることになる夜久弘が編集担当者であった。夜久が『コミックばく』の編集長時代（1984年～1987年）には『無能の人』シリーズを掲載、注目を浴び、後に竹中直人により映画化される。
肉感的な女体が登場する。背景の時代が混乱し時代考証がむちゃくちゃだという批判があったが、つげ自身は意識的にそう描いた。ただし、読者を混乱させようという意図はなかった。夢を元にしているが、創作も入っている。するめのように腰を巻かれるのは夢どおりである。絵柄には非常に苦労している。女性の顔が普段と違っており、人形風に描かれているが、特にここに苦心をした。権藤晋はシュールレアリズム作品の最高傑作と評したが、世間一般の評価は高くはなかった。

## あらすじ

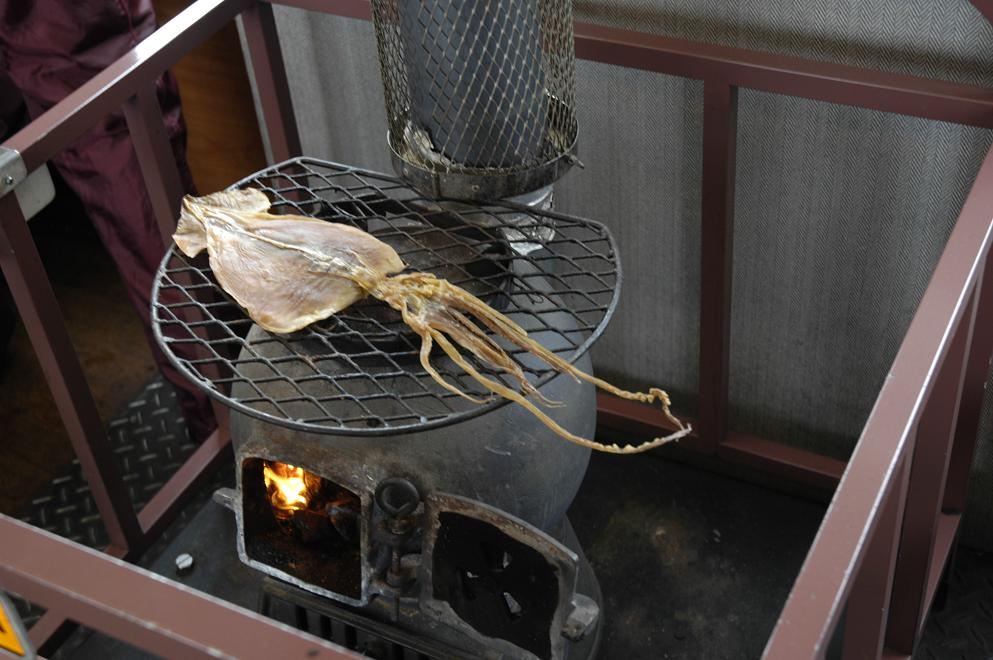
するめを焼くといかが火の上で反り返るように巻かれてしまうことがある。

いたるところに温泉が湧き出る隠れ里のような山村。家々の庭には露天の温泉が湧いている。夕涼みに散歩をしていた若夫婦の後をつけてきたふんどし姿の中年男が、妻に痴漢をする。夫は応戦しようとするが体が頑丈な中年男にはまったく歯が立たず、中年男は「おれは元プロレスラーだ」と言い放ち、男に「必殺するめ固め」の技をかける。この技にかかると、するめいかが火の上で反り返るように体が巻かれてしまい、歩くことも話すこともできなくなる。夫は体の自由を奪われ、妻は自宅まで中年男に連れていかれ抵抗できないままに強姦される。夫は不自由な体を這わせてなんとか自宅まで辿り着くが、男の積極的な性技に次第に快楽の表情を示し始める妻の表情を目の当たりにし、絶望を感じた夫はそのまま布団に潜り込み不貞寝をする。
翌朝、浮かれ気味の妻は中年男を笑顔で送り出す。言葉が発せず「あうあう」と言いながら妻に枕を投げつけて抗議する夫に対し、妻は「男と世帯を持っても見捨てたりはしない、おとなしくさえしていればいつまでも面倒見てあげるから」と慰める。やがて中年男は警察に婦女暴行の現行犯として逮捕されるが、傍にあった露天風呂に飛び込むと地下で通じている湯路に入り逃走してしまう。迷路のように入り組んだ湯路に逃げられては警察も手の下しようがない。中年男は別の露天風呂に隠れ、次なる獲物を狙っている。

## 作品の舞台
場所は不明。時代はつげ自身は、明治、大正ぐらいのイメージで描いたと述べている。

## 評価
権藤晋 - ある種の名作だ。シュールレアリズム作品の最高傑作。批判していいのか、誉めていいのかわからない。つげ義春というとリアリズムの作家、あたたか味のある作風と決めつけている人が多いため、こういう作風に拒否反応を示す人が多いのかもしれない。

## 原画
「ガロ」以降の作品は、すべてつげ義春自身で保管しているが、『必殺するめ固め』だけは川崎市民ミュージアムが購入した。この作品は完成作ではなかったため、下書きや書き損じを雑誌などにはさんで古紙回収に出したものを抜いた者がいて、売りに出されたものを川崎市民ミュージアムが買ったらしい。